# Forelle

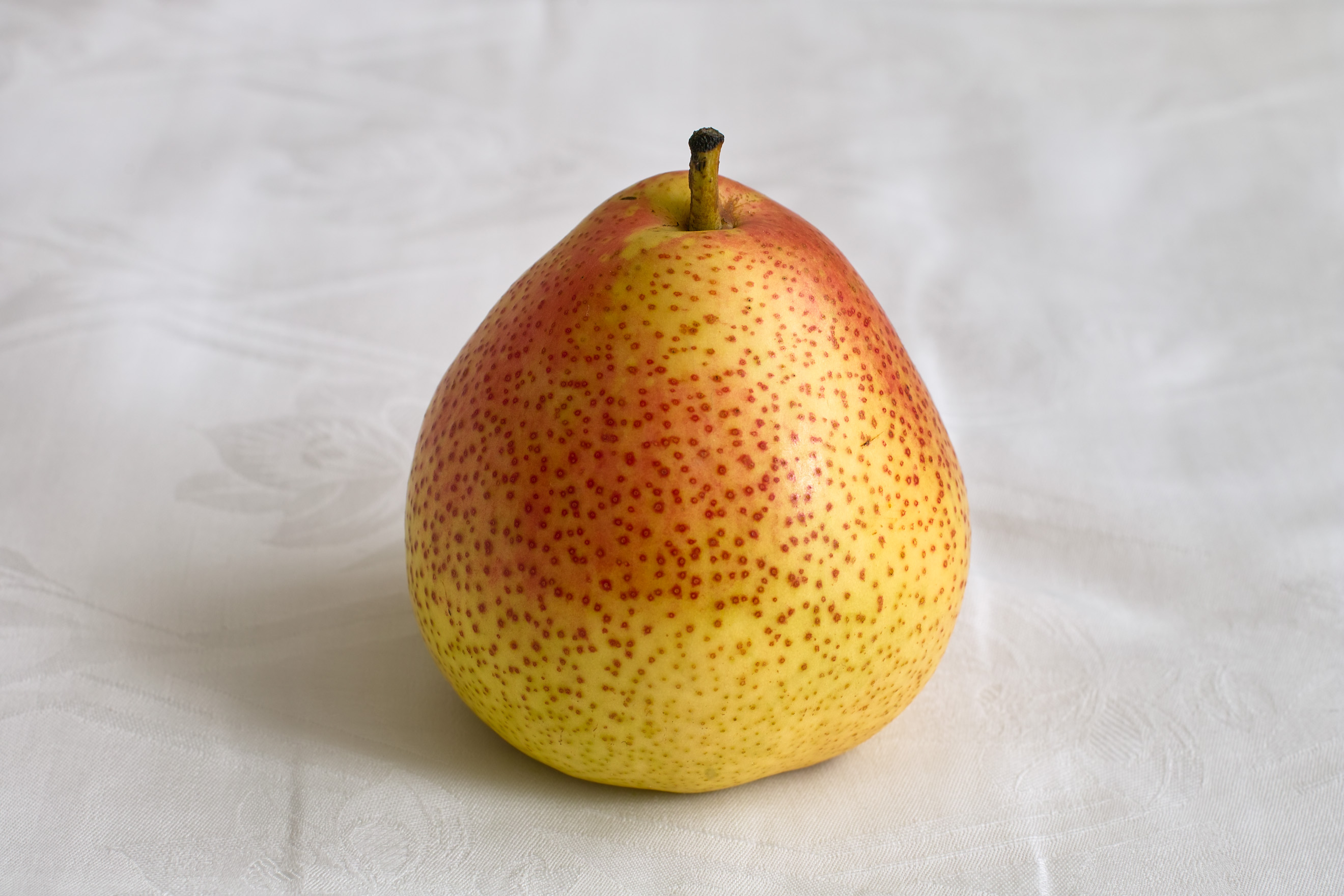

Forelle (česky také Pstružka), (Pyrus communis 'Forelle ') je ovocný strom, kultivar druhu hrušeň obecná z čeledi růžovitých. Jde o odrůdu neznámého původu. Odrůdu popsal Johann Ludwig Christ v roce 1797 v příručce o pěstování ovocných stromů Handbuch über die Obstbaumzucht und Obstlehre jako "německé národní ovoce", nicméně, je v Francie odrůda byla zmíněno již od roku 1670.
Stromy rostou středně silně, šikmo vystoupavé větve tvoří štíhlou korunu. Kvete pozdně.

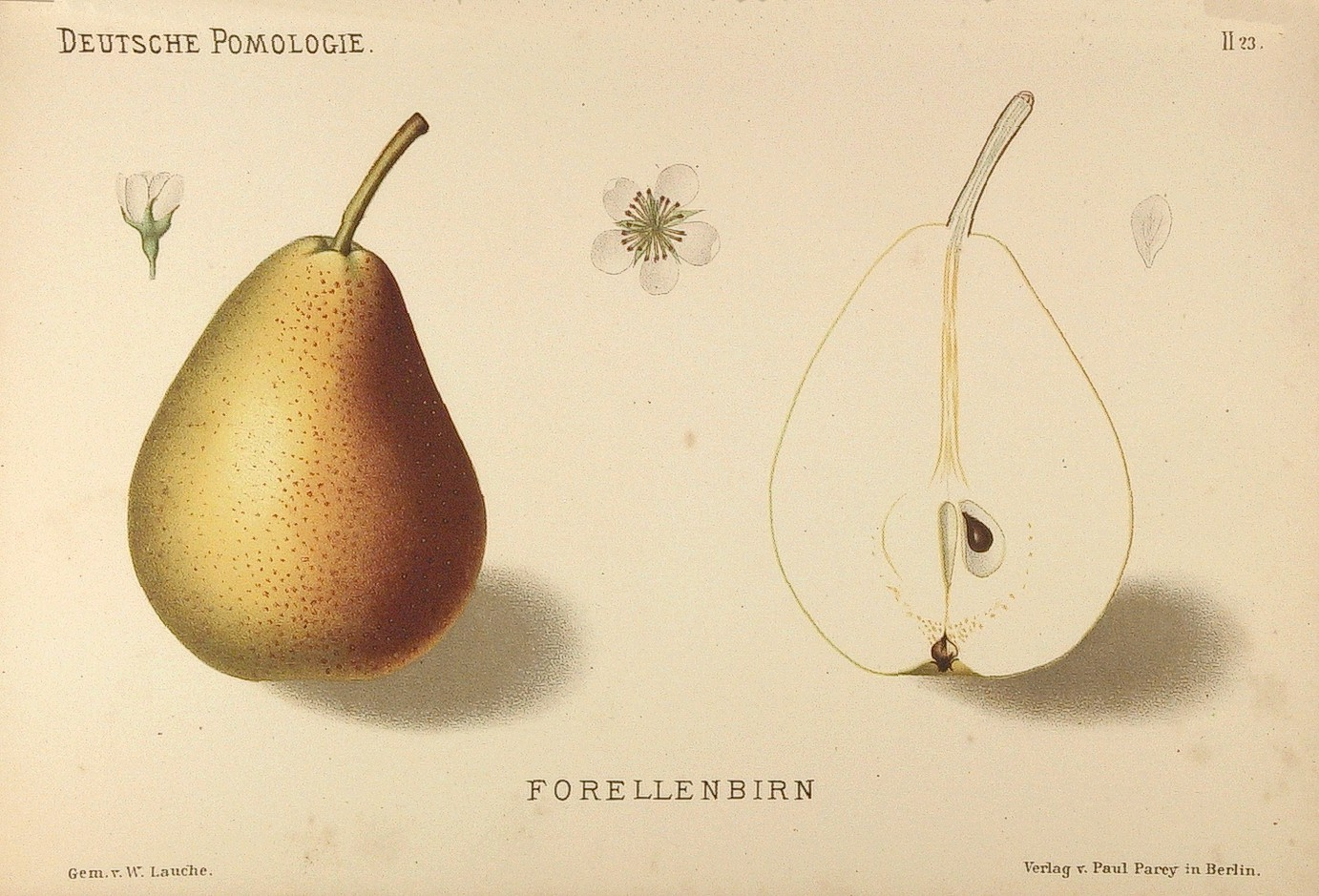

Vizuálně atraktivní odrůda vděčí za svůj název na mnoha velkým, červeně lemované bodům (lenticely) na pokožce plodu, které připomínají skvrny na těle pstruha. Základní barva je světle zelená až světle žlutá, překryvná barva jasně oranžová až po tmavě červenou. Plody jsou střední velikosti, tvar plodu je mezi kuželovitým a hruškovitým. Dužnina je bílá, máslová, šťavnatá. Byla Dielem (1806) klasifikována jako hruška "z první jakosti". Chuť je sladká, lehce kyselá a příjemně aromatická. Může být sklizena na začátku října a konzumní zralosti dosahuje od konce října do konce listopadu.
Optimální kvalita ovoce je dosaženo pouze na úrodných, teplých místech. Vysoká náchylnost k strupovitosti vede k napadení zejména ve vyšších oblastech a na uzavřených stanovištích.
Forelle je pravděpodobně jedním z rodičovských odrůd u 'Nordhäuser Winterforellenbirne’ (1864), a možná i odrůd 'Avranšská', " Sterckmans Butterbirne', 'Veldenzer'.